# Ophiomyia pulicaria
Ophiomyia pulicaria este o specie de muște din genul Ophiomyia, familia Agromyzidae. A fost descrisă pentru prima dată de Johann Wilhelm Meigen în anul 1830. Conform Catalogue of Life specia Ophiomyia pulicaria nu are subspecii cunoscute.